# Atranus
Atranus is een geslacht van kevers uit de familie van de loopkevers (Carabidae). De wetenschappelijke naam van het geslacht is voor het eerst geldig gepubliceerd in 1848 door LeConte.

## Soorten
Het geslacht Atranus omvat de volgende soorten:
- Atranus pubescens (Dejean, 1828)
- Atranus ruficollis Gautier des Cottes, 1858